# Tema de Lucania
Lucania (en griego: Θέμα Λευκανίας, romanizado: thema Leukanias) fue un tema o provincia bizantina en el sur de Italia. La provincia correspondía aproximadamente a la región italiana moderna de Basilicata.
Probablemente fue establecida c. 968, durante el reinado del emperador Nicéforo II Focas. Estaba situada entre las dos provincias bizantinas previas de Langobardia, en el este, y Calabria en el oeste, y comprendía las áreas mayoritariamente pobladas por lombardos la primera provincia donde los griegos bizantinos de Calabria se habían asentado a comienzos del siglo X (los turmas de Latinianon, Lagonegro y Mercurion). Tursi fue nombrada capital del tema y sede de un obispado metropolitano de nueva creación que abarcaba la provincia. El tema de Lucania estaba bajo la autoridad global del Catapán de Italia en Bari. 
Desapareció hacia 1059 dentro de la conquista normanda de Italia Meridional cuando los normando del primitivo condado de Apulia extienden su dominio en Melfi.